# Kawashima Yoshiko
Pour plus de détails, voir Fiche technique et Distribution.

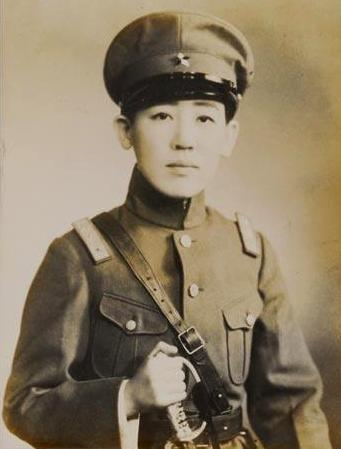
Yoshiko Kawashima

Kawashima Yoshiko (川島芳子, Chuan Dao Fang Zi) est un film dramatique historique hongkongais réalisé par Eddie Fong et sorti en 1990 à Hong Kong. L'histoire est basée sur la vie de Yoshiko Kawashima, une princesse mandchoue élevée comme une Japonaise et qui fut espionne au service de l'armée japonaise du Guandong durant la seconde guerre sino-japonaise.
Il totalise 11 798 844 HK$ de recettes au box-office.

## Synopsis
Yoshiko Kawashima est la 14e fille du prince Su (en) de la dynastie Qing. Afin de faire revivre la culture mandchoue, il l'envoie au Japon pour y être formée comme espionne par Naniwa Kawashima, qui la prive également de sa virginité. On lui ordonne d'épouser un prince mongol, bien que ce mariage se solde par un échec. Après avoir rompu avec Naniwa, Yoshiko se rend à Shanghai où, grâce à sa beauté et son influence, elle se rapproche du général japonais Tanaka Takayoshi et aide Puyi à établir le Mandchoukouo à Hsinking. Elle devient commandant d'une unité de l'armée du Mandchoukouo et espionne japonaise, cherchant à se venger des révolutionnaires. Mais en retrouvant son ancien amant Fook (Andy Lau), devenu révolutionnaire et arrêté pour avoir assassiné Takayoshi, elle se remet en question.

## Fiche technique
- Titre original : 川島芳子
- Titre international : Kawashima Yoshiko
- Réalisation : Eddie Fong
- Scénario : Lilian Lee
- Photographie : Jingle Ma (en)
- Montage : Henry Cheung
- Musique : Jim Sam
- Production : Teddy Robin
- Société de production : Paragon Films
- Société de distribution : Golden Harvest
- Pays d'origine :  Hong Kong
- Langue originale : cantonais
- Format : couleur
- Genre : drame, historique et biographique
- Durée : 105 minutes
- Dates de sortie :
  -  Hong Kong : 28 juillet 1990
  -  Taïwan : 18 août 1990
  -  Corée du Sud : 5 avril 1991
  -  Japon : 15 août 1992

## Distribution
- Anita Mui : Yoshiko Kawashima/Jin Bihui(Kam Bik-fai)
- Andy Lau : Fook/Nuage
- Patrick Tse : le commandant Tanaka Takayoshi
- Derek Yee : Masahiko Amakasu/Wong Ka Hung
- Idy Chan : l'impératrice Wan Rong
- Lawrence Ng (en) : Lam
- Matthew Wong : Ganjuurjab (en)
- Ken Lo : l'aide de Tanaka
- Pau Fong : l'avocat Lee de Yoshiko
- Kam Piu : le procureur du procès de Yoshiko
- Tin Ching : le juge du procès de Yoshiko
- Sze Mei-yee : l'empereur Puyi
- Blackie Ko
- Wai Ching
- Chow Suk-yee : Chizuko (l'aide de Yoshiko)
- Ho Chi-moon : un invité de la fête de Yoshiko